# George Jolly
George Jolly, oder Joliffe (in Deutschland nannte er sich Joris Joliphus oder Jollifous) (fl. 1640–1673) war ein englischer Schauspieler, auch in der Funktion eines Schauspielleiters und ein Impresario des mittleren 17. Jahrhunderts. Er war „ein erfahrener, couragierter und beharrlicher Ensembleleiter“, der einen beständigen Rivalen zu den beiden Hauptfiguren des englischen Theaters der Stuart-Restauration William Davenant und Thomas Killigrew darstellte.

## Anfänge
Über Jollys frühes Leben ist nichts bekannt. Seine Schauspielkarriere begann er ca. 1640, an einem kritischen Punkt der englischen Theatergeschichte, als der Englische Bürgerkrieg kurz bevorstand. Die puritanisch geführten Behörden schlossen alle Londoner Theater im September 1642; Jolly, wie auch die meisten anderen Schauspieler, Dramatiker und Dichter, waren Unterstützer des Königshauses und dienten Prince Charles (welcher auch Prince of Wales war) in Paris bis 1646. Anschließend stellte Jolly eine Theaterkompanie mit 14 Schauspielern auf die Beine, seine English Comedian Players (in Deutschland: Die Englischen Comödianten), und führte sie zwischen 1648 und 1659 durch ganz Europa. Sie starteten in Deutschland, darunter im Ballhaus in der Kölner Apostelnstraße (1595–1786) und waren 1649 und 1650 auch in Polen und Schweden. Sie traten regelmäßig in Wien und Frankfurt am Main auf und könnten im September 1655 auch in Frankfurt vor dem künftigen König Karl II. gespielt haben. Die Truppe bestand mit der Zeit aus englischen und deutschen Schauspielern und nahm auch gelegentlich Akteure aus jenen Ländern auf, in welchen sie gerade auftraten.

### Frankfurter Zeit
Ein wiederkehrender Ort ihrer Auftritte war das Wirtshaustheater Krachbein in der Frankfurter Fahrgasse, wo sie während und nach Herbstmesse 1651 erstmals auftraten. Dieses Jahr war durch eine starke Konkurrenz einer niederländischen Theatergruppe geprägt und brachte viele Verluste. Erst in den darauffolgenden Jahren stellte sich der Erfolg ein. Ein Theaterzettel vom 23. Oktober 1653 bezeugt dort die Aufführung des Stückes „Die standhafte Mutter der Machabæer“. 1654 brachte „Joliphus“ auch Frauen auf die Bühne und nahm damit die größte Neuerung im englischen Theater bereits vorweg, welche erst ab 1660, mit der Wiedereröffnung der Theater, in England eingeführt wurde (bis dahin war Frauen das Schauspiel streng untersagt). Die Einnahmen waren so groß, dass Jolly noch im gleichen Jahr erwog sich in der Frankfurter Karpfengasse (nahe dem Römerberg) ein eigenes Theater zu bauen. Seitens der Stadt stand auch nichts entgegen, lediglich die Nachbarschaft ließ sich nicht darauf ein. In diesem Ensemble wirkten auch die Deutschen Peter Schwartz, Christoph Blümel, Johan Wolgehaben und Johann Ernst Hofmann mit, welche sich gegen Ende der 1650er von ihrem stets zu Jähzorn neigenden englischen Prinzipal trennten und eine eigene Truppe gründeten. Jolly verblieb eine Rumpftruppe von acht Schauspielern und durfte nicht mehr im Krachbein spielen. Anderswo stellte sich kein vergleichbarer Erfolg ein und so verlor er nach und nach sein angespartes Vermögen. Ausweislich der Aufzeichnungen muss er sich aber noch mal mit seinen Kollegen versöhnt haben und brachte mit ihnen im Mai 1658 eine Komödie vom verlorenen Sohn auf die Bühne des Krachbein. Allerdings hielt dieser Burgfrieden nicht lange, man zerstritt sich nach wenigen Wochen wieder und Jolly verließ einige Zeit darauf Deutschland und kehrte nach England zurück. Ihm stets gewogen war Karl Ludwig von der Pfalz, welcher ihn „Master George“ nannte und sein colera, also sein cholerisches Wesen, recht bedauerte.

## Restauration
Im Frühjahr 1660 endete die Zeit des Commonwealth of England und Karl der II. nahm seinen Platz auf dem Thron ein. Damit endete auch das allgemeine Theaterverbot und bereits im  August 1660 erhielten die Theatermacher Killigrew und Davenant ihr Letters Patente, um jeweils eine Theaterkompanie betreiben zu dürfen. Unter den Namen King’s Company und Duke’s Company (hier war der Bruder des Königs, Jakob, Patron) betrieben sie für Jahre ihr berühmtes Londoner „Duopol“. George Jolly gründete im November 1660 ebenfalls eine Truppe und erhielt auch am 24. Dezember 1660 das Patent hierfür. Seine Kompagnie bestand aus Schauspielern, welche sich aus der untergegangenen Truppe von William Beeston rekrutierte. Erstmals traten sie am Cockpit Theatre auf. Im März 1661 wechselten sie ans Red Bull Theatre; dort sah Samuel Pepys ihre Aufführung von William Rowleys All’s Lost by Lust. Im September spielten sie am Salisbury Court Theatre. Jedoch bald darauf kehrten sie ans Cockpit Theatre zurück; Die Kompanie Jollys schien in jedem Theater gespielt zu haben, was in ihrer greifbaren Nähe lag. Ihr Repertoire umfasste vielleicht Marlowes Doctor Faustus; Pepys und seine Frau sahen am 26. Mai 1662 eine Aufführung, zeigten sich aber wenig begeistert („so wretchedly done that we were sick of it.“) (Die 1663 veröffentlichte Ausgabe von Faustus könnte Jollys Version des Stückes widerspiegeln)
Jolly unterhielt zwei Jahre lang einen Wohnsitz in London, sehr zum Missfallen seiner vormaligen Rivalen Davenant und Killigrew.
Am 1. und 29. Januar 1663 erhielt Jolly seine neuen Lizenzen (aus der Hand des Master of the Revels Sir Henry Herbert und somit vom König) um in jeder Stadt Englands auftreten zu dürfen, außer in London und Westminster. So führte er seine Truppe auf eine Tournee durch die ländlichen Regionen und Städte. Norwich wurde faktisch die Heimstatt für die Reisen der Kompanie, wo sie im King’s Arms Inn spielten; Ihr Repertoire in dieser Zeit könnte, neben anderen, Massingers A New Way to Pay Old Debts, Cookes Greene’s Tu Quoque, Fords Tis Pity She’s a Whore und Fletcher/Shirleys Stück The Night Walker umfasst haben.
Während dieser Zeit verpachtete Jolly seine Londoner Lizenz an Killigrew und Davenant für vier Pfund pro Woche. Sie hingegen behaupteten öffentlich, dass Jolly ihnen die Lizenz verkauft habe, was dann, wie von den beiden Impresarios beabsichtigt, im Juli 1667 zur behördlichen Ungültigkeitserklärung dieser führte. Nach 1667 gelang es Davenant und Killigrew sich mit Jolly zu versöhnen, indem sie ihm einen Job an einer Schauspielschule anboten, genannt „The Nursery“, welche seinen Unterricht u. a. in Killigrews Theatre Royal (im  Gibbon’s Tennis Court) an der Vere Street abhielt.

## Als reisende Truppe
Jolly unterhielt weiterhin eine reisende Theatertruppe; sie spielten erfolgreich in den Städten außerhalb Londons – dies unter der Vorgabe dort niemals zu lange zu verweilen. 1669 beschwerten sich so zum Beispiel die Behörden Norwichs beim König darüber, dass die Jolly-Truppe recht großen Zuspruch bei den örtlichen Textilarbeitern fände, die Truppe bereits seit drei Monaten dort residiere und dies die Leistungsfähigkeit des Textilgewerbe der Stadt doch beeinträchtige.
Mit der Zeit wurde Jolly abgehängt durch die Erfolge, die die neuen Londoner Patent-Theater mit ihrer umfangreichen und neuartigen Bühnentechnik, wie rollende Kulissen und mechanische Bühnen erzielten. Jollys reisende Kompanie konnte da nicht mithalten und fuhr mit dem einfachen Bespielen der Provinzbühnen fort und trug somit die Art des herkömmlichen Theaterspiels der elisabethanischen Ära in das Zeitalter der Restauration.

## Persönlichkeit
Die Aufzeichnungen zeigen auf, dass die Erbauer und Leiter damaliger Theater, von Philip Henslowe, Francis Langley bis Christopher Beeston, rücksichts- und skrupellose Geschäftsleute waren und Jolly hier keine Ausnahme darstellte. Salopp gesagt: Jolly war alles andere als „jolly“ (englisch für lustig oder fröhlich). Er galt als jähzornig, was es „ihm  nicht leicht machte eine Truppe zusammenzuhalten“ und Alfred Harbage schrieb, dass Jolly „sich im Verhältnis zu seinen Möglichkeiten immer als korrupt erwiesen hat und es schwierig ist, viel Sympathie für ihn zu empfinden“.